# Thomas Hambach

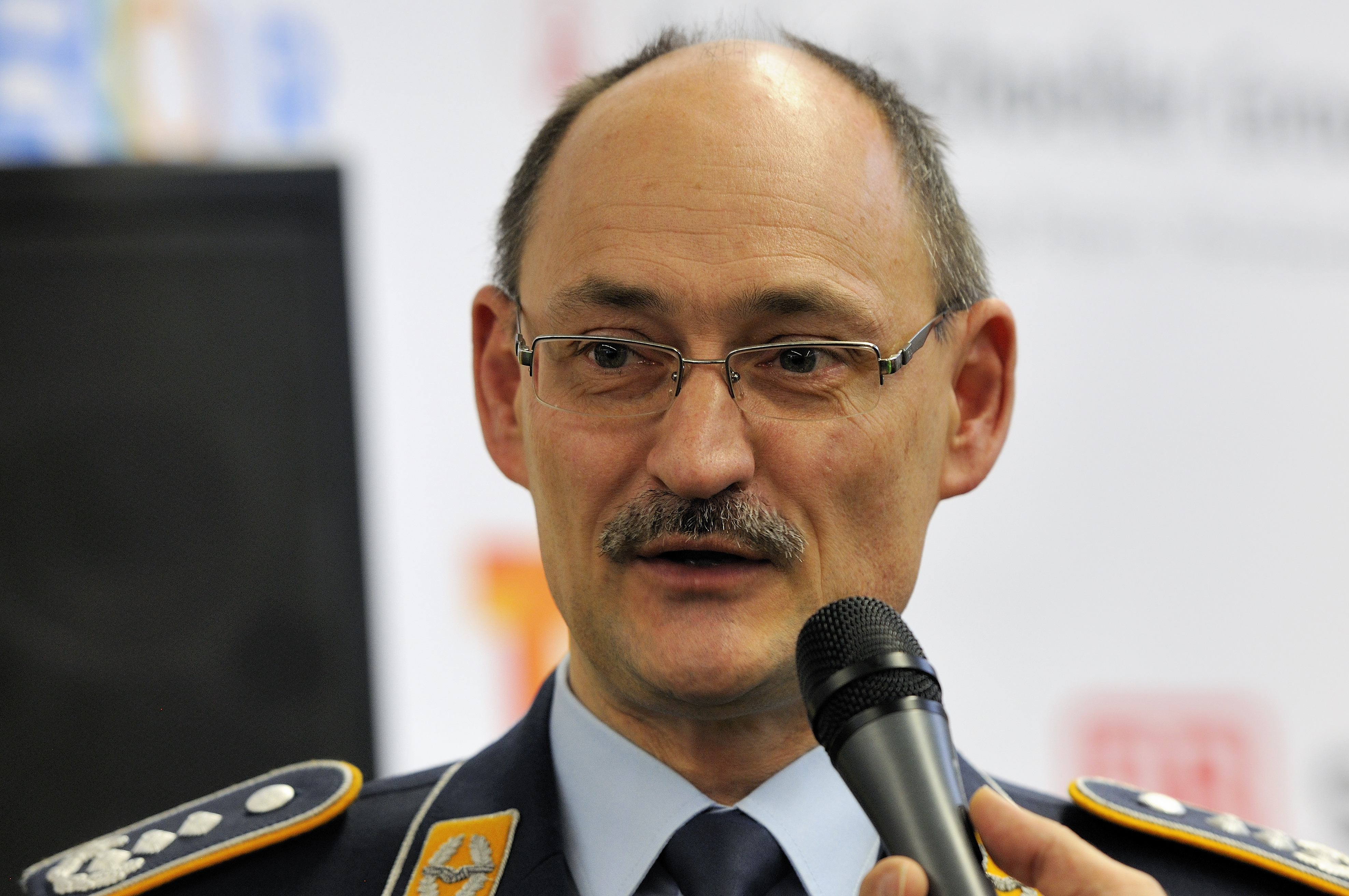
Thomas Hambach als Oberst (2014)

Thomas Hambach (* 19. Januar 1962 in Fürstenfeldbruck) ist ein Brigadegeneral der Luftwaffe der Bundeswehr. Hambach ist seit 1. Oktober 2019 Kommandeur des Landeskommandos Bayern.

## Militärische Laufbahn

### Ausbildung und erste Verwendungen
Hambach trat nach dem Abitur 1981 in die Bundeswehr in Roth ein. Er studierte Elektrotechnik an der Universität der Bundeswehr München (Diplom-Ingenieur). Danach wurde er zum Typenbegleitoffizier Tornado ECR im Jagdbombergeschwader 32 in Lechfeld und Jagdbombergeschwader 38 „Friesland“ in Schortens ausgebildet und eingesetzt. 1993 wurde er Staffelchef (Elektronikstaffel) im Jagdbombergeschwader 34 „Allgäu“ in Memmingen. Von 1995 bis 1997 nahm er am Generalstabslehrgang (L) an der Führungsakademie der Bundeswehr (FüAkBw) in Hamburg teil. Später besuchte er den 1. Advanced Command and Staff Course (ACSC) am Joint Services Command and Staff College (JSCSC) in Bracknell (Großbritannien).

### Dienst als Stabsoffizier
1998 wurde Hambach in den Führungsstab der Streitkräfte (Fü S III 1 Militärpolitik und Rüstungskontrolle) nach Bonn versetzt. 2000 wurde er Kommandeur Technische Gruppe im Aufklärungsgeschwader 51 „Immelmann“ in Jagel. Im Anschluss war er Referent in der Stabsabteilung Militärpolitik und Rüstungskontrolle im BMVg, Fü S III 1 (zuerst Zuständigkeitsbereich Russland und GU-Staaten später Asien). 2005 wurde er Adjutant beim Generalinspekteur der Bundeswehr General Wolfgang Schneiderhan. Nach einer Verwendung als Referatsleiter Fü S III 3 bzw. Pol I 3 Militärpolitische Interessenvertretung Deutschlands in der NATO wurde er 2013 Kommandeur des Waffensystemunterstützungszentrums 1 in Erding.

### Dienst als General
Von 2014 bis 2017 war Hambach Direktor Lehre an der Führungsakademie der Bundeswehr (FüAkBw) in Hamburg. Auf diesem Dienstposten erhielt Hambach auch die Beförderung zum Brigadegeneral. Zum 1. Juli 2017 wurde er, als Nachfolger von Brigadegeneral Stefan Lüth, stellvertretender Kommandeur des Logistikkommados der Bundeswehr in Erfurt von wo aus er zum 1. Oktober 2019 als Kommandeur des Landeskommandos Bayern nach München wechselte.

## Privates
Hambach ist verheiratet und Vater von drei Kindern. Ferner ist er Mitglied des Beirates der Clausewitz-Gesellschaft.

## Auszeichnungen (Auswahl)
- 2023: Bayerischer Verdienstorden[3]